# Sankt Josef (Weststeiermark)
Sankt Josef (Weststeiermark) est une commune autrichienne du district de Deutschlandsberg en Styrie.